# Haliclona broendstedi
Haliclona broendstedi är en svampdjursart som beskrevs av Patricia R. Bergquist och Warne 1980. Haliclona broendstedi ingår i släktet Haliclona och familjen Chalinidae. Inga underarter finns listade i Catalogue of Life.